# Cronologia da pandemia de COVID-19
Este artigo lista as páginas que contêm a cronologia e epidemiologia do vírus SARS-CoV-2, o vírus que causa a COVID-19 e é responsável pela pandemia de COVID-19. Os primeiros casos humanos da COVID-19 foram identificados em Wuhan, China, em dezembro de 2019. Nesta fase, não é possível determinar com precisão como os humanos na China foram inicialmente infectados com o SARS-CoV-2. Além disso, alguns desenvolvimentos podem se tornar conhecidos ou totalmente compreendidos apenas em retrospectiva. A Organização Mundial da Saúde declarou o surto de COVID-19 como Emergência de Saúde Pública de Âmbito Internacional em 30 de janeiro de 2020 e uma pandemia em 11 de março de 2020.

## História
Em novembro de 2020, os Estados Unidos tornaram-se o primeiro país a ter pelo menos dez milhões de casos confirmados. Em dezembro de 2020, a Índia tornou-se o segundo país a ter, pelo menos, dez milhões de casos confirmados. Em fevereiro de 2021, o Brasil tornou-se o terceiro país a ter, pelo menos, dez milhões de casos confirmados. Em novembro de 2021, o Reino Unido tornou-se o quarto país a ter, pelo menos, dez milhões de casos confirmados. Em dezembro de 2021, a Rússia tornou-se o quinto país a ter, pelo menos, dez milhões de casos confirmados. No início de 2022, a França juntou-se à lista de países com, pelo menos, dez milhões de casos confirmados. Mais de uma semana depois, a Turquia aderiu à lista de países com pelo menos dez milhões de casos confirmados. Depois, a Itália juntou-se à lista de países com, pelo menos, dez milhões de casos confirmados. No início de fevereiro de 2022, a Alemanha e a Espanha juntaram-se à lista de países com pelo menos dez milhões de casos. Os Estados Unidos foram também o único país a ter pelo menos dez milhões de casos confirmados em novembro e dezembro de 2020. Em março de 2022, a Coreia do Sul juntou-se à lista de países com pelo menos dez milhões de casos confirmados, dias depois de ultrapassar o Japão em termos do número de casos confirmados. Mais tarde, em abril de 2022, o Vietnã juntou-se à lista de países com pelo menos dez milhões de casos confirmados. Em julho de 2022, o Japão juntou-se à lista de países com, pelo menos, dez milhões de casos confirmados. Em agosto de 2022, 13 países tinham pelo menos dez milhões de casos confirmados, incluindo os Estados Unidos, Índia, França, Brasil, Alemanha, Reino Unido, Coreia do Sul, Itália, Rússia, Japão, Turquia, Espanha e Vietnã.
Em dezembro de 2019 e janeiro de 2020, a China foi o único país a ter pelo menos um caso confirmado. A Tailândia foi o único país a ter pelo menos um caso confirmado fora da China em janeiro de 2020. Os Estados Unidos e a Índia tornaram-se os dois primeiros países com pelo menos dez milhões de casos confirmados no final de 2020. O Brasil, o Reino Unido e a Rússia juntaram-se à lista de países com pelo menos dez milhões de casos confirmados em 2021. França, Alemanha, Coreia do Sul, Itália, Japão, Turquia, Espanha e Vietnã juntaram-se mais tarde à lista de países com pelo menos dez milhões de casos confirmados. Seis (quase 46,2%) dos 13 países com pelo menos dez milhões de casos confirmados encontram-se na Europa, incluindo a França, Alemanha e Reino Unido. Em março de 2022, no segundo aniversário do dia em que o surto da COVID-19 se tornou uma pandemia, o Japão ultrapassou o México em termos do número de casos confirmados.
Até março de 2020, a China teve o maior número de casos confirmados. Em março de 2020, os Estados Unidos e a Itália começaram a ter o maior número de casos confirmados, ultrapassando a China. Mais tarde, em abril de 2020, o Reino Unido tornou-se um dos países a ter o maior número de casos confirmados, ao ultrapassar a China. Os Estados Unidos têm tido o maior número de casos confirmados desde março de 2020. Desde agosto de 2022, 48 estados dos Estados Unidos têm mais casos confirmados do que a China, com a Califórnia a ter o maior número de casos confirmados. Em fevereiro e março de 2022, todos os 50 estados dos Estados Unidos, bem como Washington, D.C., tinham mais casos confirmados do que a China. Em março e abril de 2022, 49 estados dos Estados Unidos tinham mais casos confirmados do que a China. Vermont foi o último e mais recente estado dos Estados Unidos a ultrapassar a China em termos do número de casos confirmados. Dos 50 estados dos Estados Unidos, 28 têm pelo menos um milhão de casos confirmados. A Califórnia é o único estado dos Estados Unidos com pelo menos dez milhões de casos confirmados. Os Estados Unidos são o país da América do Norte com o maior número de casos confirmados. É também o único país da América do Norte com, pelo menos, dez milhões de casos confirmados. A França é o país da Europa com o maior número de casos confirmados. A Alemanha é o país da Europa com o segundo número mais elevado de casos confirmados. O Reino Unido é o país da Europa com o terceiro número mais elevado de casos confirmados.
Em agosto de 2021, o Japão tornou-se o primeiro país da Ásia Oriental com pelo menos um milhão de casos confirmados. Vários meses mais tarde, em fevereiro de 2022, a Coreia do Sul tornou-se o segundo país da Ásia Oriental com, pelo menos, um milhão de casos confirmados. O Japão foi também o único país da Ásia Oriental com pelo menos um milhão de casos confirmados durante vários meses, entre agosto de 2021 e fevereiro de 2022. Em maio de 2022, Coreia do Norte e Taiwan tornaram-se dois países terceiros na Ásia Oriental, com pelo menos um milhão de casos confirmados. Desde agosto de 2022, quatro países do Leste Asiático têm pelo menos um milhão de casos confirmados, incluindo o Japão e a Coreia do Sul. Entre março e julho de 2022, a Coreia do Sul, que ultrapassou o Japão em termos de número de casos confirmados, mais de um ano após ter ultrapassado a China em termos de número de casos confirmados, foi o único país da Ásia Oriental com pelo menos dez milhões de casos confirmados. A Coreia do Sul e o Japão são dois países da Ásia Oriental, com pelo menos dez milhões de casos confirmados.
Até outubro de 2020, a China foi o país da Ásia Oriental com o maior número de casos confirmados. Em outubro de 2020, o Japão tornou-se o país da Ásia Oriental com o maior número de casos confirmados, ultrapassando a China. Alguns meses mais tarde, no início de março de 2021, a Coreia do Sul tornou-se o país da Ásia Oriental com o segundo maior número de casos confirmados, ao ultrapassar a China. Em junho de 2021, a Mongólia tornou-se o país da Ásia Oriental com o terceiro maior número de casos confirmados, ao ultrapassar a China. Em maio de 2022, a Coreia do Norte e Taiwan tornaram-se o país da Ásia Oriental com o quarto maior número de casos confirmados, ultrapassando a China. O Japão foi o país da Ásia Oriental com o maior número de casos confirmados entre outubro de 2020 e março de 2022. Desde agosto de 2022, 15 prefeituras no Japão têm mais casos confirmados do que a China, com Tóquio a ter o maior número de casos confirmados. Em fevereiro e março de 2022, dez prefeituras no Japão tinham mais casos confirmados do que a China. Em março e abril de 2022, nove prefeituras no Japão tinham mais casos confirmados do que a China. Em abril e maio de 2022, oito prefeituras no Japão tinham mais casos confirmados do que a China. Em maio e junho de 2022, nove prefeituras no Japão tinham mais casos confirmados do que a China. Em junho e julho de 2022, dez prefeituras no Japão tinham mais casos confirmados do que a China. Em julho e agosto de 2022, 12, 13 ou 14 prefeituras no Japão tinham mais casos confirmados do que a China. Kumamoto foi a mais recente prefeitura do Japão a ultrapassar a China em termos do número de casos confirmados. Das 47 prefeituras no Japão, 33 (cerca de sete décimos) têm pelo menos 100 000 casos confirmados. Tóquio, Osaka, Kanagawa e Aichi são quatro prefeituras no Japão com pelo menos um milhão de casos confirmados. Em fevereiro de 2022, o Japão juntou-se à lista de 20 países com os casos mais confirmados, semanas antes de ultrapassar o México em termos do número de casos confirmados. Mais tarde, a Coreia do Sul juntou-se à lista de 40 países com os casos mais confirmados. No início de março de 2022, a Coreia do Sul juntou-se à lista de 30 países com os casos mais confirmados, no primeiro aniversário do dia em que ultrapassou a China em termos do número de casos confirmados. Em março de 2022, a Coreia do Sul juntou-se à lista de 20 países com os casos mais confirmados e tornou-se o país da Ásia Oriental com o maior número de casos confirmados, ultrapassando o Japão. Semanas mais tarde, a Coreia do Sul juntou-se à lista de dez países com os casos mais confirmados, como o Reino Unido.
Até setembro de 2022, cada uma das cinco regiões do Brasil possuem mais casos confirmados do que a China. 11 das 27 unidades federativas do país possuem mais casos confirmados que a China, e todas as unidades federativas das regiões Sul e Sudeste do país possuem mais casos confirmados que a China. Os municípios de São Paulo e Rio de Janeiro possuem mais casos confirmados que a China, de acordo com o Ministério da Saúde.
Até 6 de maio de 2025, 777 662 369 casos e 7 094 688 mortes relacionados com a doença foram reportados em pelo menos 231 países e territórios.

## Cronologia por ano e mês

Casos

Mortes

### 2019
- Pré-dezembro
- Dezembro

### 2020
- Janeiro
- Fevereiro
- Março
- Abril
- Maio
- Junho
- Julho
- Agosto
- Setembro
- Outubro
- Novembro
- Dezembro

### 2021
- Janeiro
- Fevereiro
- Março
- Abril
- Maio
- Junho
- Julho
- Agosto
- Setembro
- Outubro
- Novembro
- Dezembro

### 2022
- Janeiro
- Fevereiro
- Março
- Abril
- Maio
- Junho
- Julho
- Agosto
- Setembro
- Outubro
- Novembro
- Dezembro

### 2023
- Janeiro
- Fevereiro
- Março
- Abril
- Maio
- Junho
- Julho
- Agosto
- Setembro
- Outubro
- Novembro
- Dezembro

## Cronologia por país

### África
- África do Sul
- Angola
- Argélia

### América
- Argentina
- Brasil
- Colômbia
- Estados Unidos
- México
- Peru

### Ásia
- Afeganistão
- China continental
- Coreia do Sul
- Índia
- Irã
- Israel
- Japão
- Rússia
- Timor-Leste
- Turquia

### Europa
- Áustria
- Alemanha
- Espanha
- França
- Itália
- Polônia
- Reino Unido
- Rússia
- Turquia
- Ucrânia

## Impactos socioeconômicos

### Desporto
- Cronologia da pandemia de COVID-19 no desporto

## Evolução cronológica, dados estatísticos e casos médicos
- Dados da pandemia de COVID-19
- Evolução do contágio da pandemia de COVID-19

### África
- Casos médicos em Angola
- Casos médicos no Benim
- Casos médicos na Líbia
- Casos médicos no Malawi

### América
- Estatísticas da pandemia de COVID-19 no Brasil
  - Casos médicos no Brasil
- Casos médicos no Chile
- Casos médicos nos Estados Unidos
- Casos médicos na Groenlândia
- Casos médicos no Uruguai

### Ásia
- Casos médicos na Arábia Saudita
- Casos médicos na China continental
  - Casos médicos em Hong Kong
  - Casos médicos em Macau
- Casos médicos na Índia
  - Casos médicos em Goa
- Casos médicos no Timor-Leste

### Europa
- Casos médicos na Bélgica
- Casos médicos na França
- Casos médicos na Hungria
- Casos médicos na Itália
- Casos médicos em Portugal
  - Casos médicos nos Açores
  - Casos médicos na Madeira